# Tangutski jezik
Tangutski jezik (ISO 639-3: txg; tangut), izumrli jezik skupine tangut-qiang, koji se govorio najkasnije do 16. stoljeća na području Kine, a bio je službeni jezik države Tangut koju su uništili Mongoli 1227. 
Država Tangut je u tibetskom nazivan Mi-nyag a u kineskom kao Xixia 西夏. Imao jwe vlastito pismo koje se koristilo od 11 - 16 stoljeća.